# فرودگاه هیدن ماونتن
فرودگاه هیدن ماونتن (به انگلیسی: Hayden Mountain Airport) یک فرودگاه خصوصی است که یک باند فرود شن دارد و طول باند آن ۳۰۴ متر است. این فرودگاه در کشور ایالات متحده آمریکا قرار دارد و در ارتفاع ۲۵۹ متری از سطح دریا واقع شده‌است.